# Reckingen-Gluringen
Reckingen-Gluringen foi uma comuna da Suíça, no Cantão Valais, com cerca de 550 habitantes. Estendia-se por uma área de 41,2 km², de densidade populacional de 13 hab/km². Confinava com as seguintes comunas: Binn, Ernen, Fieschertal, Formazza (IT-VB), Grafschaft, Münster-Geschinen, Ulrichen. 
A língua oficial nesta comuna era o Alemão.

## História
Em 1 de janeiro de 2017, passou a formar parte da nova comuna de Goms.
1. ↑  «Goms (comune)» (em italiano). Dicionário Histórico da Suíça. 16 de janeiro de 2017. Consultado em 31 de maio de 2017